# Melisa Toros
Melisa Toros (* 28. Juli 1986 in Istanbul) ist eine türkische Schauspielerin.

## Leben und Karriere
Melisa Toros wurde am 28. Juli 1986 in Istanbul geboren. Sie studierte an der Beykent Üniversitesi. Danach setzte sie ihr Studium an der Anadolu Üniversitesi fort. Ihr Debüt gab sie 2004 in dem Film Anlat İstanbul. Im selben Jahr war sie in dem Film Die chaotische Armee zu sehen. 2009 trat sie in der Fernsehserie Adanalı auf. Unter anderem bekam sie 2014 eine Rolle in Not Defteri. Anschließend wurde sie 2014 für die Serie Kardeş Payı gecastet. Außerdem bekam Toros 2015 in dem Film Mihrez: Cin Padişahı die Hauptrolle.

## Filmografie (Auswahl)
Filme
- 2004: Anlat İstanbul
- 2004: Die chaotische Armee
- 2015: Mihrez: Cin Padişahı

Serien
- 2007: Hepsi 1
- 2009: Adanalı
- 2013: Herşey Yolunda Merkez
- 2014: Not Defteri
- 2014: Kardeş Payı